# Titularbistum Claudiopolis in Isauria
Claudiopolis in Isauria (ital.: Claudiopoli di Isauria) ist ein Titularbistum der römisch-katholischen Kirche.
Es geht zurück auf ein christliches Bistum der Spätantike in der Stadt Claudiopolis in der römischen Provinz Cilicia bzw. in der Spätantike Isauria in der südlichen Türkei. Sie lag beim heutigen Mut etwa 80 km nordnordwestlich von Seleukia am Kalykadnos (heute Silifke). Reste des Theaters, der Nekropole und einzelne Spolien sind heute noch zu erkennen. Es gehörte der Kirchenprovinz Seleucia in Isauria an.
| Titularbischöfe von Claudiopolis in Isaura |                                                    |                                                                    |                   |                   |
| Nr.                                        | Name                                               | Amt                                                                | von               | bis               |
| 1                                          | Ascanio Sperelli                                   | Koadjutorbischof von San Severino (Italien)                        | 5. März 1605      | 3. Juli 1607      |
| 2                                          | Claude Visdelou SJ                                 | Apostolischer Vikar                                                | 2. Februar 1709   | 11. November 1737 |
| 3                                          | Juan Cayetano José María Gómez de Portugal y Solis |                                                                    | 19. Oktober 1830  | 28. Februar 1831  |
| 4                                          | João de França Castro e Moura CM                   | Apostolischer Administrator von Peking (China)                     | 28. August 1840   | 21. Mai 1862      |
| 5                                          | Jean Marie Odin CM                                 | Apostolischer Vikar von Texas (USA)                                | 16. Juli 1841     | 21. Mai 1847      |
| 6                                          | Francis McCormack                                  | Koadjutorbischof von Achonry (Irland)                              | 21. November 1871 | 1. Mai 1875       |
| 7                                          | Ildefonso Joaquín Infante y Macías OSB             | Apostolischer Administrator von Ceuta (Spanien)                    | 23. Mai 1876      | 20. März 1877     |
| 8                                          | Daniele Comboni MCCJ                               | Apostolischer Vikar von Zentralafrika                              | 31. Juli 1877     | 10. Oktober 1881  |
| 9                                          | José Benito Salvador de la Reta OFM                | Weihbischof in San Juan de Cuyo (Argentinien)                      | 18. November 1881 | 21. Januar 1897   |
| 10                                         | Juan Antonio Ruano Martín                          | Apostolischer Administrator von Barbastro (Spanien)                | 24. November 1898 | 14. Dezember 1905 |
| 11                                         | Felice Del Sordo                                   | Weihbischof in Nusco (Italien)                                     | 14. Oktober 1906  | 15. Juli 1907     |
| 12                                         | Stefan Denisiewicz                                 | Weihbischof in Płock (Polen)                                       | 1908              | 13. Dezember 1913 |
| 13                                         | Sixto Sosa Díaz                                    | Apostolischer Administrator von Santo Tomás de Guayana (Venezuela) | 14. Juni 1915     | 5. Dezember 1918  |
| 14                                         | William Augustine Hickey                           | Koadjutorbischof von Providence (USA)                              | 16. Januar 1919   | 25. Mai 1921      |
| 15                                         | Joseph Gabriel Zelger OFMCap                       | Apostolischer Vikar von Daressalam (Tansania)                      | 29. Januar 1923   | 20. August 1934   |
| 16                                         | Manuel Moll y Salord                               | Koadjutorbischof von Tortosa (Spanien)                             | 25. Juni 1936     | 18. November 1943 |
| 17                                         | Richard Cleire MAfr                                | Apostolischer Vikar von Kivu (Demokratische Republik Kongo)        | 14. Dezember 1944 | 10. November 1959 |
| 18                                         | Pierre Nguyên Huy Quang                            | Apostolischer Vikar von Hung Hoá (Vietnam)                         | 15. März 1960     | 24. November 1960 |
| 19                                         | Emanuele Clarizio Titularerzbischof pro hac vice   | Apostolischer Nuntius, Apostolischer Delegat                       | 5. Oktober 1961   | 14. Juni 1969     |